# Wolfher
Wolfher († 9. September 1047 oder 1048) war von 1026 bis 1047 oder 1048 Abt des Benediktinerklosters in Münsterschwarzach.

## Münsterschwarzach vor Wolfher
Vor dem Amtsantritt des Abtes Wolfher hatte die Abtei Münsterschwarzach bereits eine lange Geschichte hinter sich. Seit dem 8. Jahrhundert war ein Frauenkonvent in den Gebäuden am Main ansässig gewesen. Nachdem die Frauen im Jahr 877 das Kloster verlassen hatten, wurden die Gebäude von den Mönchen des Klosters Megingaudshausen im Steigerwald besiedelt. Gleichzeitig begannen die Bischöfe der nahegelegenen Stadt Würzburg Einfluss auf die Mainabtei auszuüben.
Nach Machtkämpfen im 9. und 10. Jahrhundert, die die Bischöfe für sich entscheiden konnten, setzten sie auch die Äbte des Klosters ein. Der erste, Abt Alapold, brachte dann um die Wende zum 11. Jahrhundert die Ideen der Gorzer Reform mit nach Münsterschwarzach. Sie sollten das monastische Leben erneuern und die Mönche zu mehr klösterlicher Disziplin anhalten. Auch die Nachfolger des Alapold verfolgten dieses Ziel. Unter Wolfhers Vorgänger Walther I. konnte 1023 sogar eine neue Klosterkirche eingeweiht werden.

## Leben
Über Kindheit und Ausbildung sowie die Herkunft des Abtes Wolfher ist nichts Genaues bekannt. Durch seine lange Amtszeit und seine intensiven Anstrengungen, das monastische Leben zu reformieren, galt er schnell unter seinen Mitbrüdern als großer Abt. Früheste Amtshandlung, welche von Wolfher überliefert ist, war die Reise zur Frankfurter Synode im Jahr 1027. Hier sicherte sich der Abt am 24. September weitere Privilegien für sein Kloster.
Gleichzeitig baute Wolfher auch die Beziehungen der Abtei zu anderen Klöstern weiter aus. Der Abt intensivierte insbesondere den Austausch mit den Abteien Fulda und Amorbach im heutigen Hessen. Auch um die Bildung innerhalb des Klosters kümmerte sich Wolfher bald: Er ließ die Bibliothek vergrößern und schaffte weitere Bücher an; auch regte er die Schreibstube zur Neuanlage von wertvollen Manuskripten an und förderte deren Studium. Unter den Büchern stach die große Kirchengeschichte hervor.
Wolfher weitete auch den Einfluss des Klosters aus, indem er die Pfarreienstruktur, die sich um das Kloster gebildet hatte, reformierte und neue Kirchen errichten ließ. Am 8. September 1034 weihte Bischof Bruno von Würzburg die sogenannte Benediktuskapelle in Münsterschwarzach. Zuvor waren mehrere Reliquien in das Kirchlein geschafft worden, darunter das Haupt der heiligen Felizitas in einem goldenen Schrein, das der Abtei fortan ihren Namen „Felizitasabtei“ geben sollte.
Überliefert ist auch der Bau einer Missionskirche in Großbirkach im unwirtlichen Steigerwald. Hier befindet sich noch heute ein Gedenkepitaph für den Abt, das als sogenannte Heidentaufe als ältestes figürliche Kunstwerk Frankens gilt. Obwohl in der Zeit des Abtes Wolfher auch einige Katastrophen und Feuer überliefert sind, die die Gebäude des Klosters heimsuchten, wuchs der Konvent stetig an. Im Jahr 1039 sind insgesamt 39 Mönche Teil des Klosters. Am 9. September 1047 oder 1048 starb Abt Wolfher.